# Giselher Klebe
Giselher Wolfgang Klebe (28. juni 1925 i Mannheim – 5. oktober 2009 i Detmold Tyskland) var en tysk komponist.
Klebe har komponeret over 140 værker. Heraf 6 symfonier, kammermusik, 14 operaer, 15 solokoncerter,orkesterværker, klaverværker og åndelig musik.
Han blev undervist af Boris Blacher, og arbejdede for tv-stationen Berliner Rundfunk til 1948, hvor han blev komponist på fuld tid.
Klebe komponerede i moderne stil, og var inspireret af forfattere og forskellige kunstnere.

## Udvalgte værker
- Symfoni nr. 1 (1951) - for strygeorkester
- Symfoni nr. 2 "over et tema af Mozart" (1953) - for orkester
- Symfoni nr. 3 (1966) - for orkester
- Symfoni nr. 4 "Testamentet" (Ballet Symphony) (1971) - for orkester
- Symfoni nr. 5 (1976-1977) - for orkester
- Symfoni nr. 6 (1996) - for orkester
- 2 Cellokoncerter (1957, 1989) - for cello og orkester
- Twitter maskinen (1950) – for orkester
- 4 Inventioner (1956) - for klaver
- Alkmene (1961) – opera
- Testamentet (1970-1971) – for orkester